# Selbjørnsfjorden
Selbjørnsfjorden es un fiordo del condado de Hordaland, Noruega. Recorre los municipios de Austevoll, Fitjar y Bømlo. Inicia en las cercanías del faro de Slåtterøy en el Mar del Norte por el oeste y termina en el estrecho de Langenuen en el este. La parte central llega a los 8 km de ancho. El nombre deriva de la isla de Selbjørn.